# Negoro-shū
Negoro-shū (jap. 根来衆) – zakon mnichów-wojowników, zamieszkałymi na terenie świątyni Negoro-ji w japońskiej prowincji Kii. Słynęli z umiejętności posługiwania się bronią palną, a także z bardziej tradycyjnej broni mnichów, takiej jak naginata. Pod koniec XVI w., u schyłku okresu Sengoku, Negoro-ji, wraz z wieloma innymi wojowniczymi klasztorami zostało oblężone wskutek czego w 1585 r. świątynia została doszczętnie spalona przez wojska Toyotomiego Hideyoshiego.

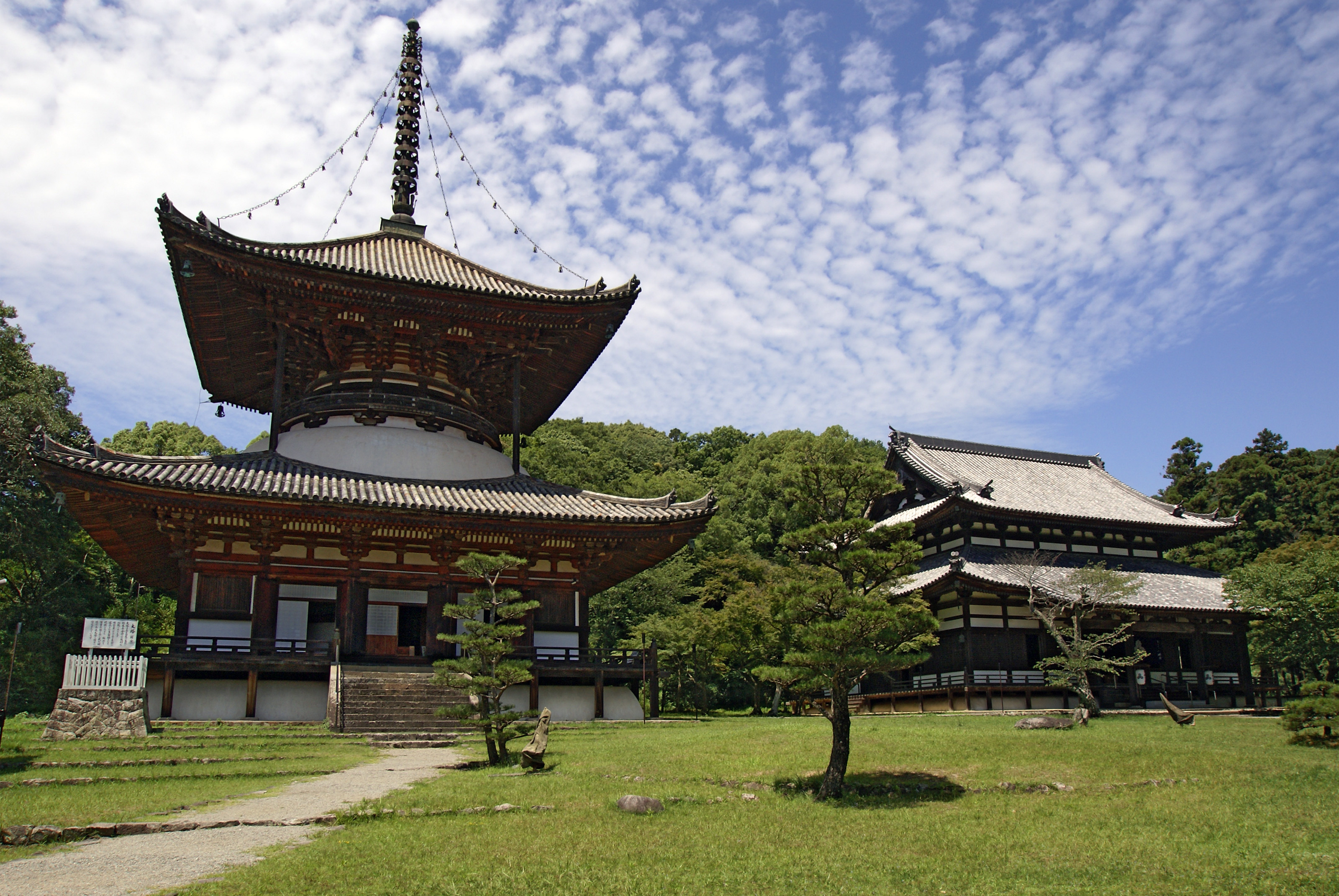
Świątynia Negoro-ji

Mnisi z Negoro-ji byli czcicielami sekty Shingi, opartej na japońskim buddyźmie Shingon oraz sprzymierzeńcami mnichów z innych sekt, takich jak Ikkō-ikki. Byli także poplecznikami Tokugawy Ieyasu, będącym głównym przeciwnikiem Toyotomiego Hideyoshiego. Pomagali swoim sojusznikom w licznych bitwach, w tym w oblężeniu Ishiyamy Hongan-ji, głównej bazy Ikkō-ikki. Szacuje się, że w czasie oblężenia w 1585 r. ich świątynia liczyła od 30 do 50 tys. członków, mimo że wielu zdołało przed nim uciec i szukając schronienia w zamku Ōta, należącego do grupy najemników Saiga Ikki. Po oblężeniu, 25 ocalałych dołączyło do armii Tokugawy Ieyasu, tworząc zarazem trzon jego oddziałów strzelców – ashigaru.
Informacji o codziennym życiu mnichów dostarczył ksiądz Gaspar Vilela, będącym portugalskim jezuitą i misjonarzem, wizytującym w świątyni. Porównał ich do Rycerzy Maltańskich, nazywając oddanymi wojownikami, gotowymi poświęcić wszystko w walce za wiarę. Zwrócił przy tym uwagę na fakt, że mnisi z Negoro-ji, skupiali więcej uwagi na ćwiczeniach wojskowych, aniżeli modlitwach, a wielu z nich nawet nie składało ślubów zakonnych. Gaspar był pod wrażeniem ich umiejętności w walce, codziennych, wyczerpujących treningów oraz wysokiej jakości wykonania ich broni i zbroi. Mnisi ci nie tylko sprawnie posługiwali się arkebuzami, ale także byli jednymi z najlepszych rusznikarzy w kraju i znakomitymi rzemieślnikami specjalizującymi się w wyrobie strzał. Swoje zwycięstwa militarne świętowali oddając się wielu rzeczom i czynnościom, których religia powinna im zabraniać, takich jak wino, kobiety i śpiew.